# عبدالله بن محمد سامانی
ابوالعباس عبدالله بن محمد بن نوح پسرعموی امیر اسماعیل سامانی و از ۹۰۰ تا ۹۱۰ میلادی فرماندار تبرستان بود. 
او در سال ۹۰۹ یا ۹۱۰ میلادی با نیروی دریایی روس‌های وایکینگ جنگید و پیروز شد.  هدف از این نيرو گسيل داشتن، آبسکون بوده است. این تاخت و تاز دريايی هم همانند تازش پیشین، کوچک بود و فقط با شانزده کشتی انجام شد.  برپايه گفته‌های ابن اسفندیار، ابوالضرغام احمد بن القسم، فرمانروای شهر ساری، با کمک امیر طبرستان، ابوالعباس عبدالله بن محمد سامانی، توانست نیروهای روس را، که به میانکاله رفته بودند، شکست دهد.

## پانوشت
1. ↑  سال رخ دادن این يورش‌ها از گاهنامه قمری، به میلادی ديگرگون شده، به دلیل گردش این گاهنامه نسبت به گاهشمار میلادی، دقیقاً روشن نیست که در کدامیک از این دو سال تازش رخ داده‌است.
2. ↑  "Rus". Encyclopaedia of Islam
3. ↑  Logan, Donald F. (1992). The Vikings in History 2nd ed. Routledge. ISBN 0-415-08396-6
4. ↑  عبدالرفیع حقیقت (۱۳۵۶)، ص ۵۴۵